# Autophila cymaenotaenia
Autophila cymaenotaenia là một loài bướm đêm trong họ Erebidae.